# Dent d'Hérens
Dent d'Hérens (4171 m n. m.) je hora ve Walliských Alpách. Leží na hranici mezi Itálií (region Valle d'Aosta) a Švýcarskem (kanton Valais) několik kilometrů západně od Matterhornu. Normální výstupová cesta vychází od chaty Rifugio Aosta.
Na vrchol jako první vystoupili 12. srpna 1863 F.C. Grove, W.E. Hall, R.S. Macdonald, M. Woodmass, M. Anderegg, J.-P. Cachat a P. Perren.